# Auguste Piccard

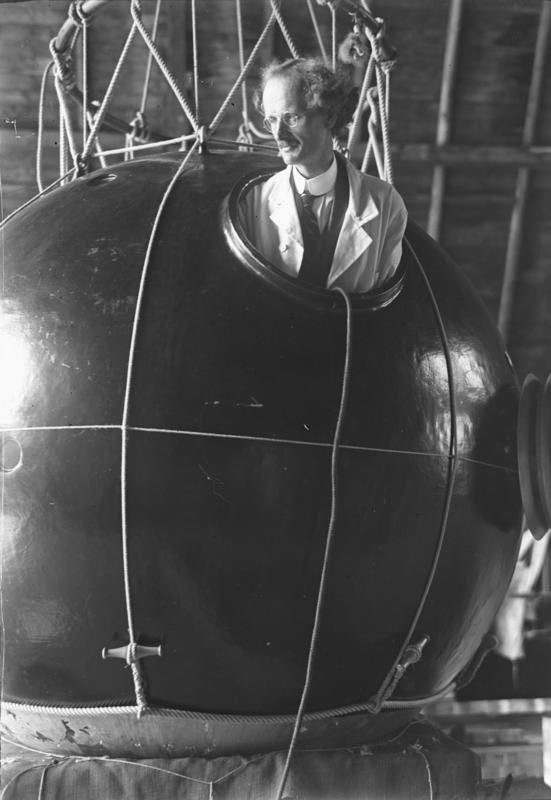
Auguste Piccard professzor 1930-ban a túlnyomásos gömbfülkét vizsgálja

Auguste Antoine Piccard (Bázel, 1884. január 28. – Lausanne, 1962. március 24.) svájci fizikus. Léggömbök segítségével tanulmányozta a kozmikus sugárzást és eközben 1932-ben 16,2 kilométeres magasságot ért el. 1947-től mélytengeri kutatásokba kezdett és saját tervezésű batiszkáfjával több mint három kilométer mélyre merült. Fia, Jacques Piccard 1960-ban lejutott a Mariana-árok mélyére (11 km). Unokája Bertrand Piccard munkássága is kiemelkedő, hiszen Brian Jonesszal elsőként kerülte meg leszállás nélkül hőlégballonnal a Földet (1999) és - több szakaszban -  elsőként kerülte meg a Solar impulse-2 pusztán napelemekkel működtetett repülőgépével a Földet (2015-2016).

## Életrajza
Bázeli tudóscsaládba született 1884. január 28-án. Apja a helyi egyetem kémia tanszékének volt a vezetője és a nagybátyja tervezte a Niagara-vízesés turbináit. Piccard Egyetemi tanulmányait Zürichben az ETH-n folytatta. A családi hagyományt követve gépészmérnöknek tanult, majd a diploma mellé fizikai doktorátust szerzett. Tanárként a fizika professzora lett és a Brüsszeli Szabadegyetemen oktatott.

### A légtér tanulmányozása
Fizikusként a kozmikus sugárzást tanulmányozta és a sztratoszféra tüzetesebb vizsgálatába fogott bele. Ehhez olyan léggömböt tervezett, melynek 2,1 méter átmérőjű, légmentesen záródó, túlnyomásos gömbfülkéje lehetővé tette a nagy magasságba történő emelkedést. Támogatójukról, a Tudományos Kutatások Belga Nemzeti Alapjáról (FNRS) nevezték el a szerkezetet. Az első nagy utazást 1931. május 27-én tette meg Paul Kipferrel közösen. Ekkor Augsburgból indulva tizenhat órát repültek és 15 781 méter magasra emelkedtek. A második útján 1932. augusztus 18-án új kabinnal és rádióval felszerelve Max Cosyns belga fizikussal együtt még magasabbra 16 940 méterre jutottak fel.

### Mélytengeri kutatásai
A sztratoszféra meghódítása mellett foglalkoztatta a mélytengeri merülés is. A megvalósításhoz csatlakozott hozzá fia Jacques Piccard, akivel közösen a levegőben kipróbált gömbfülke tapasztalatait hasznosítva elkezdték építeni az FRNS 2-t. Ezt a berendezést a görög bathüsz (mély) és szkafosz (hajó) szavak után batiszkáfnak nevezték. A berendezéssel próbaként 1948-ban a nyugat-afrikai partok közelében Piccard és Theodore Monod professzor huszonöt méterre merült, majd túllépve az addigi csúcsot 1360 méter mélyre jutottak. Ez nagy előrelépésnek számított, hiszen előtte búvárharanggal mindössze 650 méteres mélységig merülhettek a búvárok.
Az itt szerzett tapasztalatok alapján további fejlesztésbe fogtak és egy másik berendezést építettek, mely 1953-ra készült el és Trieste batiszkáfnak nevezték el. Ez egy ötven tonnás, 18 méter hosszú szerkezet volt, melynek személyzete a ballaszttartályok alatti fülkében foglalt helyet. Az oldalai 12 centiméter vastag acélból készültek. Megfigyeléseket a batiszkáf belsejéből szabad szemmel a nyomásálló plexi üvegablakon keresztül lehetett végezni, melyhez reflektor biztosított fényerőt. A plexiablakot kúpszerűen alakították ki azért, hogy a hatalmas víznyomás az acélfoglalatba jól rögzíthesse. A készülék jól vizsgázott, hiszen 1953-ban apa és fia a Tirrén-tengerben 3150 méteres mélységig merült.
Piccard 1962. március 24-én halt meg Lausanne-ban. Még halála előtt megérte, hogy fia a csendes-óceáni Mariana-árokban túlszárnyalva korábbi csúcsukat 10 916 méteres merülési rekordot állított fel.